# Sacra Corona
Sacra Corona – węgierski film historyczny z 2001 roku. Opowiada historię walki o władzę na Węgrzech po śmierci Stefana I, pomiędzy członkami dynastii Arpadów. Film powstał w ramach obchodów tysiąclecia powstania państwa węgierskiego. 

## Obsada
- Attila Szarvas – król Władysław I

- Péter Horkay – król Salomon węgierski
- Pál Oberfrank – król Gejza I
- László Földi – Bailiff Vid
- Eszter Ónodi – Judit
- Éva Auksz – Adelaide
- Károly Mécs – biskup Mór
- Franco Nero – biskup Gellért
- Attila Tyll – komornik Nádor
- Jenõ Kiss – opat Vilmos
- Tibor Kenderesi – arcybiskup Koppány
- Zoltán Barabás Kis – dowódca